# Collines Hadès
Collines Hadès är en bergskedja i provinsen Québec i Kanada. Den ligger i regionen Nord-du-Québec, i den östra delen av landet, 1 500 km nordost om huvudstaden Ottawa.